# Kruticy (przystanek kolejowy)
Kruticy (ros. Крутицы) – przystanek kolejowy w pobliżu miejscowości Kriwcowo, w rejonie szyłowskim, w obwodzie riazańskim, w Rosji. Położony jest na linii Moskwa – Riazań – Samara, przy osiedlu dacz.